# Jutta Buschenhagen-Herzog
Jutta Buschenhagen-Herzog (* 1943 in Züllichau, Landkreis Züllichau-Schwiebus) ist eine deutsche Produzentin, Dramaturgin und Redakteurin von Kinderzeichentrickserien und -hörspielen. Gemeinsam mit der Autorin Elfie Donnelly, dem Regisseur Ulli Herzog und dem Medienunternehmer Karl Blatz entwickelte sie die erfolgreichen deutschen Hörspielreihen „Benjamin Blümchen“ (1977) und „Bibi Blocksberg“ (1980) sowie „Bibi und Tina“ (1991). Jutta Buschenhagen-Herzog ist als Produzentin der Kiddinx-Filmproduction in Berlin tätig.

## Leben
Für den hör+lies Verlag des Berliner Medienunternehmers Karl Blatz baute sie Mitte der 1970er Jahre als Redakteurin das Hörspielprogramm auf und arbeitete intensiv mit dem Hörspielregisseur Ulli Herzog zusammen. Viele Hörspielserien entstanden, wie zum Beispiel „Die Abenteuer des Odysseus“, „Die Nibelungen“ in Kooperation mit dem SFB. Am 7. Juli 1977 wurde die Zusammenarbeit des hör+lies Verlags mit der Autorin Elfie Donnelly vertraglich besiegelt: Unter dem Titel „Der erste Wetterelefant der Welt“ erschien wenig später das erste Abenteuer des sprechenden Elefanten Benjamin Blümchen („Törööö“). Das Team Elfie Donnelly (Buch), Ulli Herzog (Regie), Jutta Buschenhagen-Herzog (Redaktion/Produktion) und Karl Blatz verantwortete fortan die millionenfach verkaufte Kinderhörspielreihe. Mit der frechen Hexe „Bibi Blocksberg“ (1980) und mit „Bibi und Tina“ (1986) folgten zwei weitere Erfolgsserien. 1992 übernahm Jutta Buschenhagen-Herzog die Geschäftsführung des hör+lies Verlags. Im Jahr 2000 wurde der hör+lies Verlag Teil der KIDDINX Media AG, Jutta Buschenhagen-Herzog wurde Geschäftsführerin der KIDDINX Studios. Von 2006 bis 2010 verantwortete sie gemeinsam mit Eberhard Wecker die KIDDINX Filmproduction. Seit Januar 2011 produziert sie für KIDDINX Filmproduction weitere Bibi-Blocksberg-Folgen in Koproduktion mit dem ZDF. Insgesamt zeichnet Jutta Buschenhagen-Herzog für rund 800 Hörspiele und 150 Zeichentrickproduktionen und zahlreiche Kindermusik-Produktionen („Liederzoo“ u. a.) verantwortlich. (Stand: 12/2010)
Jutta Buschenhagen-Herzog lebt in Berlin. Gemeinsam mit ihrem ersten Ehemann Klaus Buschenhagen bekam sie Tochter Tatjana Gessner, geborene Buschenhagen. Von 1996 bis zu seinem Tode 2003 war sie mit dem Hörspiel-Regisseur und Autor Ulli Herzog verheiratet.

## Kunstsammlerin
Jutta Buschenhagen-Herzog ist auch Kunstsammlerin. 1972 gründete sie eine Galerie in Berlin, die später von der Gruppe Futura übernommen wurde. In ihrem Privatbesitz befindet sich u. a. eine große Sammlung des Malers Klaus Buschenhagen.